# Cantonul Plaisir
Cantonul Plaisir este un canton din arondismentul Versailles, departamentul Yvelines, regiunea Île-de-France , Franța.

## Comune
- Les Clayes-sous-Bois
- Plaisir (reședință)
- Thiverval-Grignon